# جانيس كافاندر
جانيس ديبورا كافاندر كاميا (بالسويدية: Janice Kavander)‏ (ولدت في 29 سبتمبر 1994) والمعروفة باسم جانيس ، هي مغنية سويدية.

## روابط خارجية
- جانيس كافاندر على موقع ميوزك برينز (الإنجليزية)